# 30 for 30
30 for 30 est le titre d'une série de documentaires diffusés sur le réseau de télévision américain ESPN. Elle comprend quatre volumes de 30 épisodes chacun, ainsi que plusieurs autres épisodes spéciaux comme une série de 13 épisodes diffusés en 2011-2012 comme présentés par ESPN Films, une série de courts-métrages et une série de documentaires sur le football à l'occasion de la Coupe du monde de football de 2014. La série a été complétée par une série de podcasts.

## Idée originale
L'idée de la série vient des journalistes d'ESPN Bill Simmons et Connor Schell. Le titre 30 for 30 vient de l'objectif des deux hommes de produire 30 films d'une heure pour le trentième anniversaire de la chaîne, en développant les trente plus importantes histoires diffusées sur ESPN, par trente directeurs différents. L'objectif est de réaliser des films différents et non une rétrospective de l'histoire sportive américaine. Le premier volume de la série débute en octobre 2009 et se conclut en décembre 2010. Les films suivants, à partir du deuxième volume, ne se limitent pas aux trente ans d'existence d'ESPN.

## Épisodes
| Saison | Saison                          | Nombre d'épisodes | Diffusion originale sur ESPN | Diffusion originale sur ESPN | Audience finale en moyenne (en millions) |
| Saison | Saison                          | Nombre d'épisodes | Début de saison              | Fin de saison                | Audience finale en moyenne (en millions) |
| ------ | ------------------------------- | ----------------- | ---------------------------- | ---------------------------- | ---------------------------------------- |
|        | Volume I                        | 30                | 6 octobre 2009               | 11 décembre 2010             | 1,2                                      |
|        | ESPN Films Presents             | 14                | 13 mars 2011                 | 2 juin 2012                  |                                          |
|        | 30 for 30 Shorts                |                   | 15 mai 2012                  | en cours                     |                                          |
|        | Volume II                       | 30                | 2 octobre 2012               | 30 juillet 2015              |                                          |
|        | 30 for 30: Soccer Stories films | 8                 | 15 avril 2014                | 1er juillet 2014             |                                          |
|        | Volume III                      | 30                | 13 octobre 2015              | 2 juillet 2019               |                                          |
|        | Volume IV                       | 30                | 10 septembre 2019            | en cours                     |                                          |

### Volume I
Tous les numéros du premier volume de la série 30 for 30 ont une durée de 60 minutes sauf mention contraire dans le tableau récapitulatif de l'intégralité des épisodes.

### ESPN Films Presents
La réussite des trente premiers films de la série 30 for 30 est telle qu'ESPN souhaite poursuivre la diffusion de documentaires sportifs. Dans un premier temps, elle poursuit la diffusion de ces documentaires sous la bannière ESPN Films Presents. Ces treize documentaires sont diffusés lors de la saison 2011-2012, avant qu'ESPN en propose un deuxième volume avec l’appellation originale 30 for 30.

### 30 for 30 Shorts
Dans le même temps que le lancement du deuxième volume de la série, ESPN développe une série de courts-métrages en collaboration avec Grantland diffusés sur internet. Décrit comme des éditoriaux de cinq à neuf minutes par Connor Schell, le premier numéro est une interview de Pete Rose, banni du baseball à vie à la suite d'une affaire de paris sportifs illégaux. Diffusés mensuellement, ces documentaires permettent à des réalisateurs n'ayant pas l'emploi du temps pour réaliser un long-métrage de s'impliquer dans le projet.

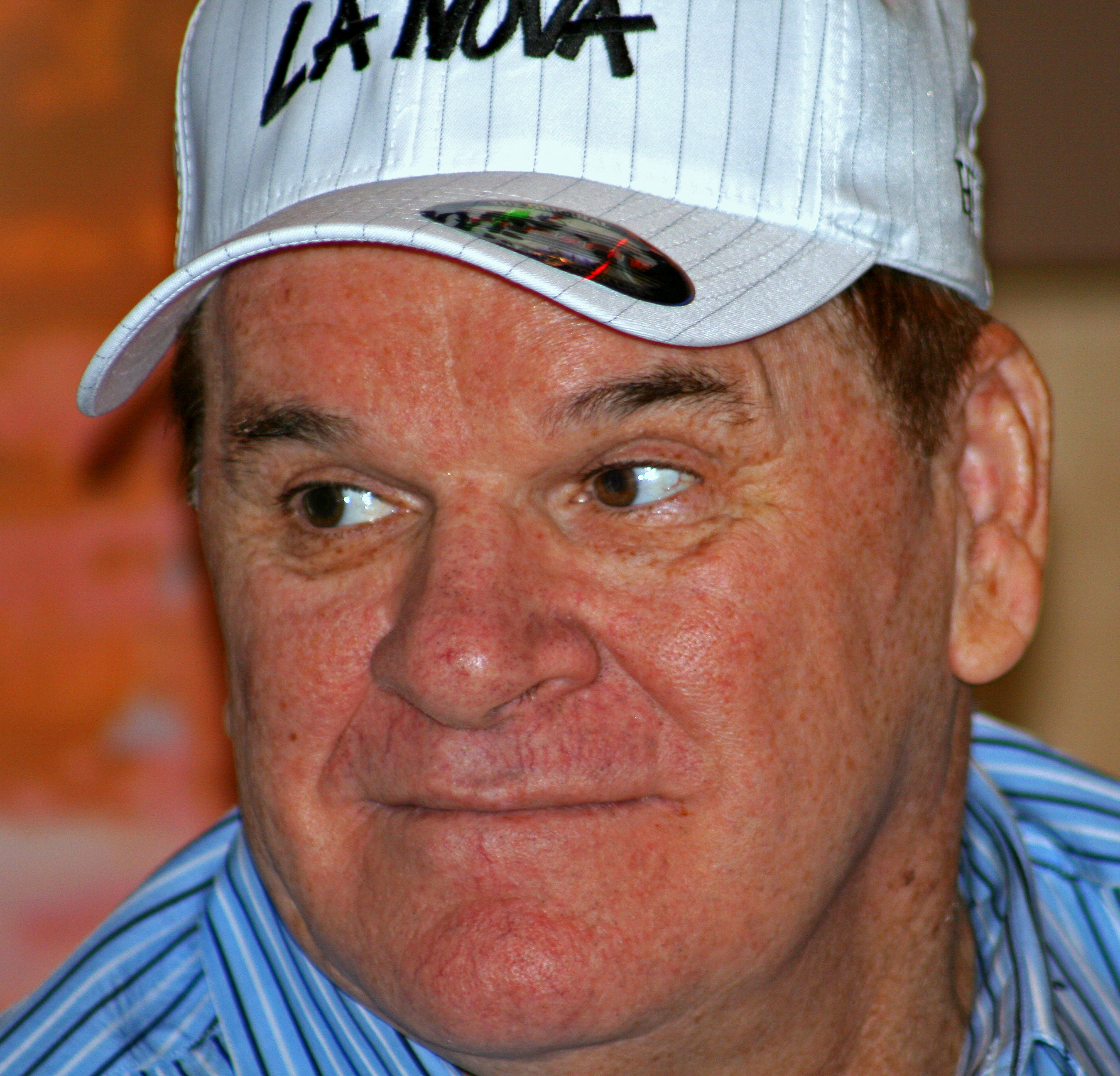
Pete Rose, en 2008, lors d'une séance d'autographes à Las Vegas, est le sujet du premier court-métrage.
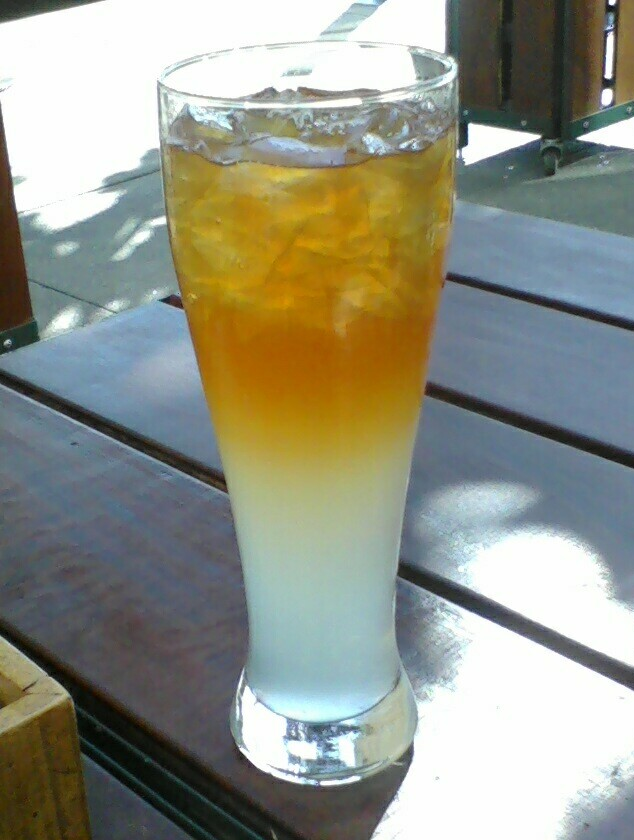
Le cocktail Arnold Palmer (en) est au centre du quatrième court-métrage de la série.

### Volume II
En mai 2012, ESPN annonce la diffusion d'une deuxième série de trente documentaires sportifs diffusée sur deux ans. Deux films de la série, Benji et Broke, font leurs débuts au festival du film de Tribeca.

### 30 for 30: Soccer Stories
En janvier 2014, ESPN annonce la diffusion de huit documentaires en amont de la Coupe du monde de football 2014 qui se déroule au Brésil. Cette série commence avec la célèbre tragédie de Hillsborough et un documentaire poignant réalisé par Daniel Gordon.
Pendant la Coupe du monde 2014, ESPN produit et diffuse une mini-série en dix parties qui explorent l'histoire du Brésil, de sa musique, de la danse et l'importance du football dans la culture du pays. Cette mini-série développe la manière particulière de jouer des Brésiliens, expression de l'âme du peuple brésilien. Intitulée Coraçao, ces vignettes sont réalisées par Jonathan Hock.

### O.J.: Made in America
O.J.: Made in America est une mini-série réalisé par Ezra Edelman qui a déjà été réalisateur de plusieurs épisodes de la série. Ce documentaire en cinq parties revient sur la vie d'O. J. Simpson. La première partie, diffusée le 11 juin 2016 sur ESPN, revient sur ses exploits sportifs. Les trois suivantes, diffusées les 14, 15 et 17 juin reviennent sur l'affaire O. J. Simpson qui a passionné l'Amérique en 1994 et 1995. La dernière partie, diffusée le 18 juin, est consacrée au braquage à main armée de Las Vegas qui a envoyé Simpson en prison pour 33 années. La série est récompensée à de multiples reprises et reçoit l'Oscar du meilleur film documentaire de 2016. En juillet 2017, la mini-série est diffusée sur Arte lors de plusieurs soirées consécutives.

### The Last Dance
En mars 2020, ESPN announce que la mini-série documentaire The Last Dance consacrée à l'équipe de basket-ball américaine des Bulls de Chicago lors de la saison 1997-1998 et à sa star Michael Jordan, est avancée pour avril 2020 afin de répondre à la forte demande pendant la Pandémie de Covid-19.
La mini-série est composée de dix épisodes. Les deux premiers épisodes sont diffusés à partir du 19 avril 2020 aux États-Unis via la chaîne ESPN et du 20 avril 2020 en Europe via la plateforme de vidéo à la demande Netflix,.

## Récompenses
- Vainqueur du Peabody Awards 2010
- Emmy Awards pour un court-métrage documentaire 2014
- Oscar du meilleur film documentaire 2016 pour O.J.: Made in America

## Sponsors
Cadillac et Levi's sont les principaux sponsors de la série. Le nom de Cadillac apparaît sur le logo de la série alors que le slogan de Levi's « Go Forth » apparaît lors des commentaires des directeurs des documentaires au début et à la fin de chaque documentaire. Cadillac a remplacé Honda comme principal sponsor de la série avec le slogan « Dream the Impossible ».